# Can Xarrié
Can Xarrié és una masia de Premià de Dalt (Maresme) protegida com a bé cultural d'interès local.

## Descripció
Masia que ha patit notables transformacions en la seva estructura. Es tracta d'una construcció inicialment formada per una planta baixa, un pis i unes golfes, a la qual s'ha rebaixat part del vessant dret i se li han adossat nombroses construccions gairebé per totes bandes.
Entre els elements més importants cal destacar els que formen l'eix central de l'edifici: el portal rodó amb grans dovelles, la finestra realitzada amb carreus de pedra i el matacà situat a l'altura de les golfes.
Aquest eix central de l'edifici queda culminat en la part superior per uns merlets que oculten el carener de la teulada i donen un aspecte de torre fortificada a l'edifici.
És una part important del nucli antic de la població.